# 皆殺し
| ウィキペディアには「皆殺し」という見出しの百科事典記事はありません（タイトルに「皆殺し」を含むページの一覧/「皆殺し」で始まるページの一覧）。 代わりにウィクショナリーのページ「みなごろし」が役に立つかもしれません。 |